# Балдовінешть (Телеорман)
Балдовінешть, Балдовінешті (рум. Baldovinești) — село у повіті Телеорман в Румунії. Входить до складу комуни Чоленешть.
Село розташоване на відстані 83 км на захід від Бухареста, 46 км на північний захід від Александрії, 98 км на схід від Крайови.

## Населення
За даними перепису населення 2002 року у селі проживали 552 особи, усі — румуни. Усі жителі села рідною мовою назвали румунську.